# (51824) Mikeanderson
(51824) Mikeanderson ist ein Asteroid des Hauptgürtels, der am 19. Juli 2001 von der US-amerikanischen Astronomin Eleanor Helin entdeckt wurde, auf Aufnahmen des Projektes Near Earth Asteroid Tracking (NEAT), die mit dem 120-cm-Oschin-Schmidt-Teleskop des Palomar-Observatoriums (IAU-Code 644) in Kalifornien gemacht worden waren.
Der Asteroid gehört zur Eos-Familie, einer Gruppe von Asteroiden, welche typischerweise große Halbachsen von 2,95 bis 3,1 AE aufweisen, nach innen begrenzt von der Kirkwoodlücke der 7:3-Resonanz mit Jupiter, sowie Bahnneigungen zwischen 8° und 12°. Die Gruppe ist nach dem Asteroiden (221) Eos benannt. Es wird vermutet, dass die Familie vor mehr als einer Milliarde Jahren durch eine Kollision entstanden ist.
(51824) Mikeanderson wurde am 6. August 2003 nach dem amerikanischen Astronauten Michael Philip Anderson benannt, der beim Unglück der Raumfähre Columbia am 1. Februar 2003 ums Leben kam. Nach allen Mitgliedern der Columbia-Besatzung wurden Asteroiden benannt: nach Rick Douglas Husband (51823) Rickhusband, nach David McDowell Brown (51825) Davidbrown, nach Kalpana Chawla (51826) Kalpanachawla, nach Laurel Clark (51827) Laurelclark, nach Ilan Ramon (51828) Ilanramon und nach William Cameron McCool (51829) Williemccool.